# Nordenberg (Adelsgeschlecht)

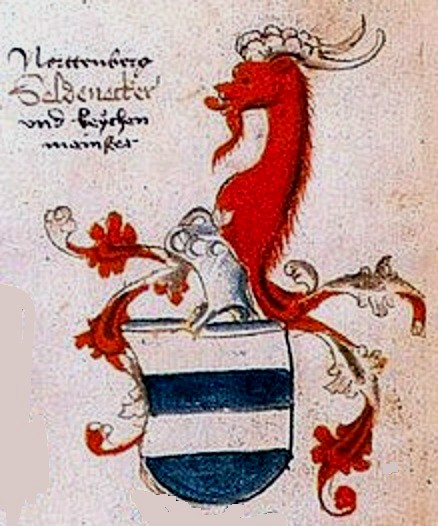
Wappen der Herren von Nordenberg

Die Herren von Nordenberg (lat. de Nortenberg) sind ein altfränkisches Adelsgeschlecht, dessen Name sich von der Stammburg Nordenberg in Franken herleitet. Als kaiserliche Reichsbeamte trugen die Nordenberg den Erbtitel „Küchenmeister“ (d. h. Reichsküchenmeister).
In der Goldenen Bulle Karls IV. von 1356 sind die Küchenmeister von Nordenberg zweimal erwähnt. Kaiser Karl IV. verfügt u. a., „..dem Küchenmeister von Nordenberg soll[e] das Pferd und die Schüssel des Pfaltz-Grafen bey Rhein werden“.
Die Legende vom Ursprung des Geschlechtes von Nordenberg erzählt Carl Friedrich Colland in dem Buch „Historische, und durch Wappen erläuterte Nachrichten, von dem altfränkischen Geschlecht: der Herren von Nordenberg, des Heil. Rom. Reichs ehemaligen Erbküchenmeistern und ihren Blutsfreunden und Anverwandten, zu mehrerer Vollsständigkeit der fränkische und Schwabichen Geschichte, auch zu weiterer historischer Erläuterung der goldenen Bulle, herausgegeben von Carl Friedrich Colland“.